# Conférence de l'UEFA pour les sélectionneurs des équipes nationales européennes
Pour un article plus général, voir UEFA.
La conférence de l'UEFA pour les sélectionneurs des équipes nationales européennes est une conférence organisée par l'UEFA dans un pays de l'union et regroupant pendant trois jours les sélectionneurs de toutes les associations européennes de football avec leur direction technique nationale respective.

## Liste des conférences
- 5e conférence : à Varsovie ( Pologne) du 23 au 25 septembre 2002.
- 9e conférence : à Madrid ( Espagne) du 20 au 22 septembre 2010[2].

## 9econférence
Le président de l'UEFA Michel Platini préside cette 9e conférence et réaffirme l'importance des équipes nationales pour le football européen. Laurent Blanc, nouveau sélectionneur de l'équipe de France critique à cette occasion la formation française, qui privilégie le physique à la technique. Il souhaite pour l'avenir s'appuyer sur un modèle espagnol cité en exemple.